# Cemento blanco
El cemento blanco es un tipo de cemento portland de un color gris muy claro (blancura mayor del 85%), empleado tanto en piezas prefabricadas como en acabados de suelos y albañilería en general.

## Composición
El cemento blanco debe su color a la ausencia de óxidos férricos (Fe2O3), que son los que le dan el característico color gris al cemento. También presenta cantidades reducidas de manganeso (Mn) en su composición.
Debido a la ausencia de óxidos fundentes, el calcinado del material ha de producirse a temperaturas más altas, por lo que el consumo energético en la fabricación del cemento blanco es mayor que en el cemento gris.
Para suplir la carencia de óxidos de hierro, se suele añadir óxido de calcio (CaO), fluorita (CaF2) o criolita (Na3AlF6).
La composición química de los cementos blancos varía según el tipo resistente y el fabricante, pero la cantidad de óxido férrico no supera el 1%, siendo este porcentaje menor cuanto más blanco sea el cemento. Por ejemplo, un cemento con una blancura del 92% tiene tan sólo un 0,2% de (Fe2O3).

## Características
Los cementos blancos poseen características mecánicas similares a las de los cementos grises. Existen cementos blancos de muchas clases: desde cementos de albañilería de resistencia 22,5 MPa, hasta estructurales de resistencia 52,5. Existen cementos de las clases resistentes tipo I hasta tipo II, pero por su composición, no resisten condiciones agresivas, como el contacto con el agua de mar.
El cemento blanco necesita más agua que los cementos normales, y su tiempo de inicio de fraguado es menor (en torno a 60 minutos).
A diferencia del cemento Portland gris, este se mezcla únicamente con agua y no requiere ser adicionado de arena y/o gravilla.

## Usos
Debido a su blancura, se emplean en prefabricados de hormigón y a veces en edificios de "hormigón visto" (esto es, que no tienen posteriores revestimientos de acabado).
En albañilería se utilizan en lechadas para sellar las juntas de azulejos o de baldosas de suelo. También es el cemento de preferencia cuando se emplean aditivos colorantes.
Por lo general se suele emplear para rellenar imperfecciones en las paredes (al igual que se haría con yeso, pero el cemento blanco es más duro y resistente).